# Animation Kōbe
Die Animation Kōbe (japanisch アニメーション神戸, Animēshon Kōbe) ist eine seit 1996 jährlich stattfindende Veranstaltung in Kōbe, Japan. Im Rahmen dieser Veranstaltung, die zur Bewerbung von Anime und anderen visuellen Medien geschaffen wurde, werden ebenfalls die Animation Kobe Awards (アニメーション神戸賞, Animēshon Kōbe shō) in verschiedenen Kategorien verliehen.

## Geschichte

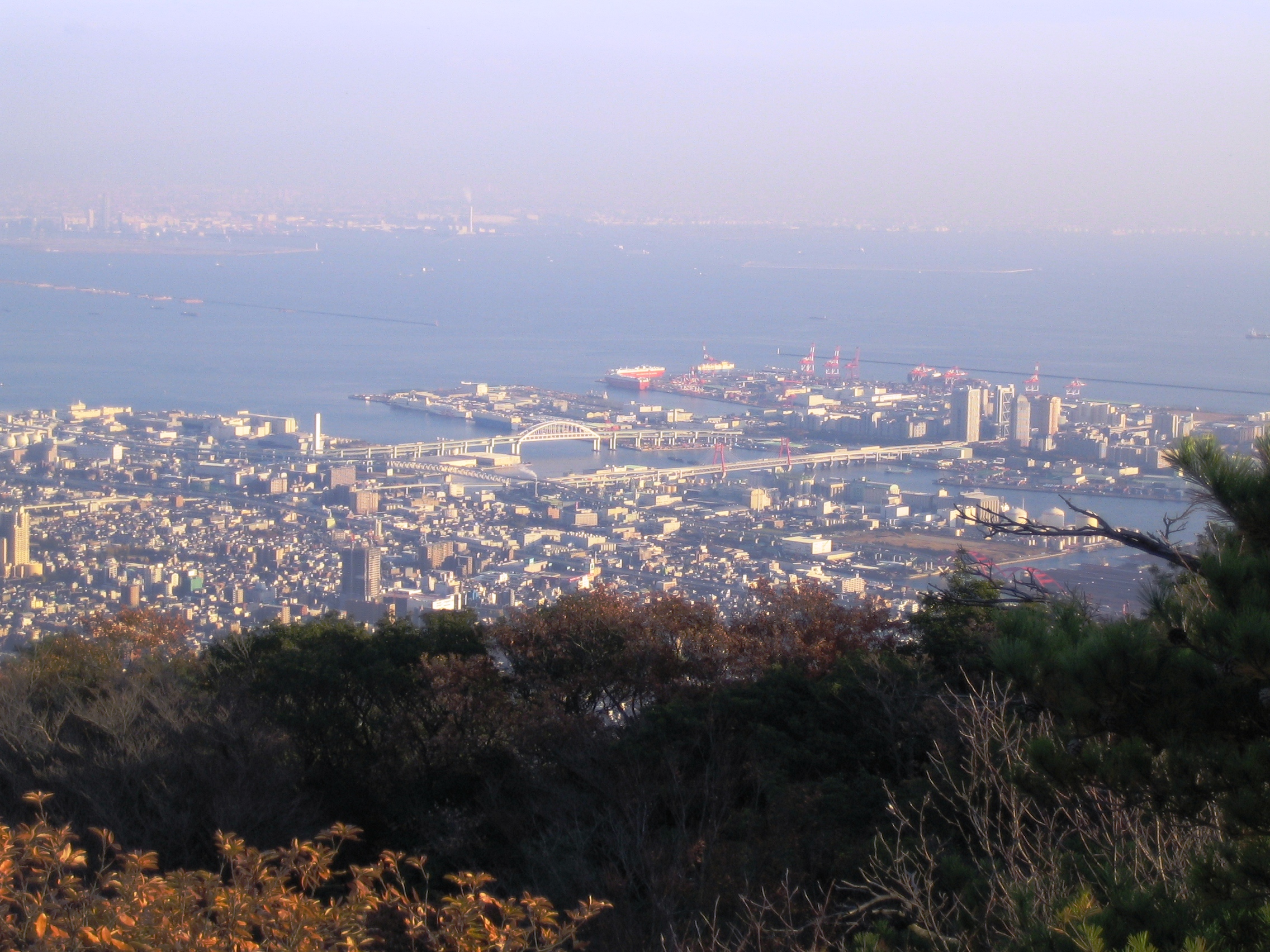
Rechts im Bild: Rokkō Island

Im Jahr 1995 wurde die Veranstaltung von einem Komitee unter der Leitung von Yasuki Hamano gegründet, dessen Aufgabenstellung es war, die Unterhaltungsindustrie zusammen mit der Kultur der Animationen zu bewerben. Seit 1996 wurde die Veranstaltung jedes Jahr in Kobe über einen längeren Zeitraum mit einzelnen speziell ausgerichteten Angeboten abgehalten.
Die erste Animation Kobe fand am 8. Dezember 1996 im Kobe Fashion Mart, gelegen auf Rokkō Island, statt. Dort wurde Hideaki Anno mit dem Preis für die beste individuelle Leistung bei Regie von Neon Genesis Evangelion geehrt, wobei die Serie ebenfalls als beste Serie ausgezeichnet wurde. Der Preis für den besten Film ging an Ghost in the Shell. Der Sonderpreis ging an Fujiko Fujio, der als Mangaka unter anderem Doraemon geschaffen hatte. Er starb jedoch bereits einen Monat, bevor er die Auszeichnung entgegennehmen konnte, dennoch wurde der Preis an ihn verliehen. Weitere Preise gingen an Naomi Tamura für das Titellied Yuzurenai Negai von Magic Knight Rayearth, Key the Metal Idol (eine OVA von Studio Pierrot) und an Jungle Park vom Entwickler DIGITALOGUE für die beste interaktive Software.

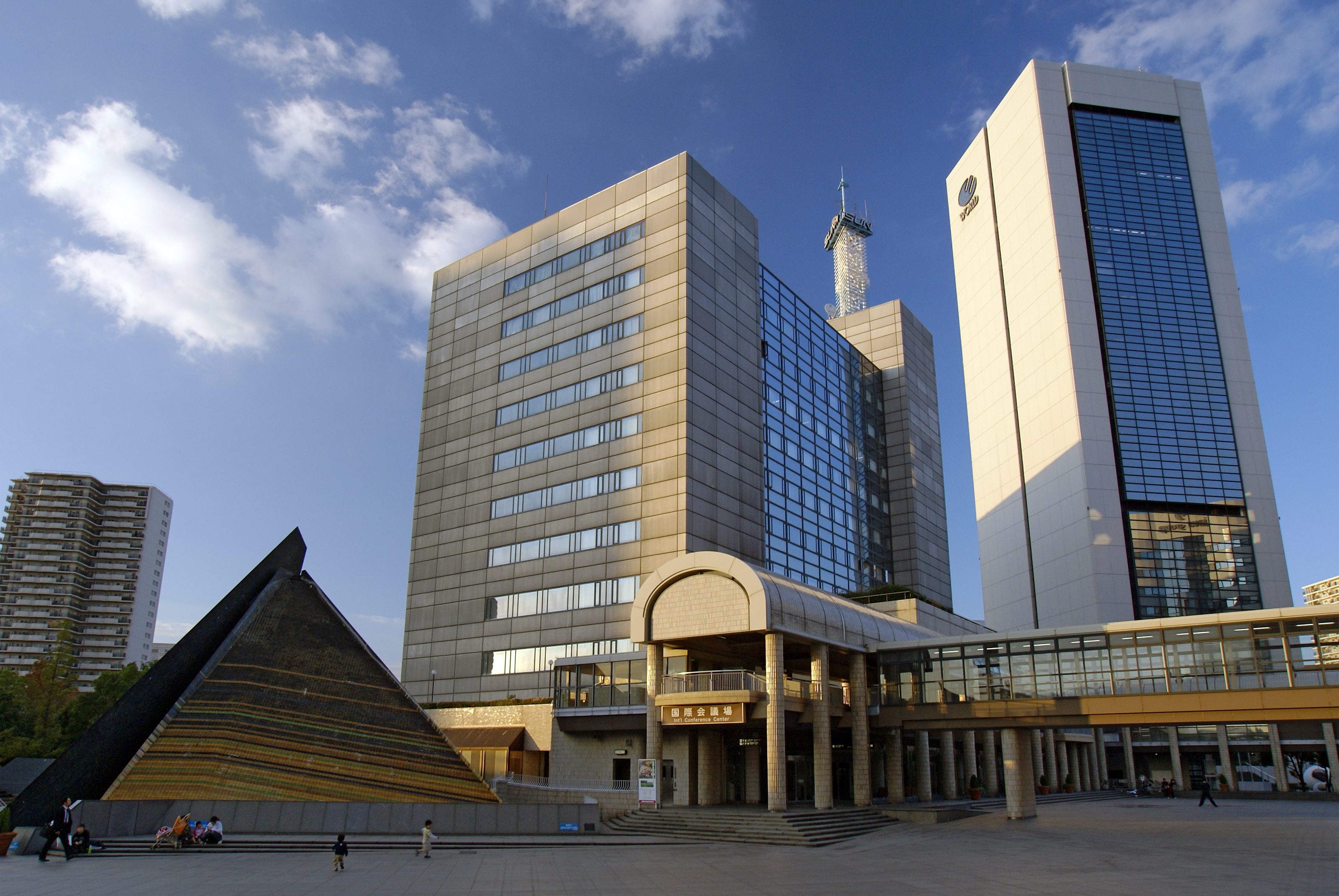
Das Kobe International Conference Center in Kōbe

Die zweite Veranstaltung verlagerte sich in das auf der künstlichen Insel Port Island gelegene Kobe Portopia Hotel und wurde am 24. November 1997 abgehalten. Änderungen gab es nur insoweit, dass kein Titellied ausgezeichnet wurde. Stattdessen erhielt Shiro Sagisu die Auszeichnung für die beste Komposition. Neben ihm wurden ebenfalls Hayao Miyazaki als Regisseur von Prinzessin Mononoke als auch der Film selbst und die Serie Utena. Revolutionary Girl von J.C.Staff ausgezeichnet. Der Netzwerkmedien-Preis ging an das Computerspiel Shin Seiki Evangelion: Kōtetsu no Girlfriend von Gainax. Der Sonderpreis ging unterdessen an die Seiyū Masako Nozawa.

Schließlich folgten von 1998 bis einschließlich 2002 fünf weitere Veranstaltungen im Kobe International Conference Center. Zudem wurde seit der dritten Veranstaltung ein Vorsitz für die Bewertung gestellt, der von der Jury bestimmt wird. Die Jury selbst setzt sich dabei hauptsächlich aus den Chefredakteuren der großen Magazine, wie Newtype, Animedia oder Animage, zusammen und wird um einen Angestellten der Stadt erweitert. Erstmals war dies Nobuo Oda, der Chefredakteur von Animedia. Ebenso entfiel nach der Umstellung 1998 der Preis für Musik und 1998–1999 der Netzwerkmedien-Preis.

## Gewinner der Animation Kobe Awards

### Einzelauszeichnung
Der Preis für die herausragende Person bezieht sich laut den Teilnahmekriterien auf die Aktivitäten vom September des Vorjahres bis August des aktuellen Jahres. Dabei wird insbesondere Wert darauf gelegt das neue Talente ausgezeichnet werden, von denen man sich auch in Zukunft große Leistungen verspricht.
| Nr. | Jahr | Gewinner           | Aufgabe                                                                                         |
| --- | ---- | ------------------ | ----------------------------------------------------------------------------------------------- |
| 01  | 1996 | Hideaki Anno       | Regisseur (Neon Genesis Evangelion)                                                             |
| 02  | 1997 | Hayao Miyazaki     | Regisseur (Prinzessin Mononoke)                                                                 |
| 03  | 1998 | Shin’ichi Watanabe | Regisseur (Hare Tokidoki Buta) (a1)                                                             |
| 04  | 1999 | Akitaro Daichi     | Regisseur (Ojaru Maru, Jūbei-chan)                                                              |
| 05  | 2000 | Hiroyuki Okiura    | Regisseur (Jin-Roh) (a1)                                                                        |
| 06  | 2001 | Hiroyuki Kitakubo  | Regisseur (Blood – The Last Vampire)                                                            |
| 07  | 2002 | Keiichi Hara       | Regisseur (Crayon Shin-Chan, Serie und Film)                                                    |
| 08  | 2003 | Yōsuke Kuroda      | Drehbuchautor (Rikujō Bōetai Mao-chan, Onegai Twins)                                            |
| 09  | 2004 | Kenji Kamiyama     | Regisseur (Ghost in the Shell: S.A.C. 2nd GIG)                                                  |
| 10  | 2005 | Ken’ichi Yoshida   | Animator (für das Charakterdesign von Eureka Seven)                                             |
| 11  | 2006 | Hiroshi Nagahama   | Regisseur (Mushishi) (a1)                                                                       |
| 12  | 2007 | Hiroyuki Imaishi   | Regisseur (Gurren Lagann)                                                                       |
| 13  | 2008 | Mitsuo Iso         | Regisseur (Dennō Coil) (a1)                                                                     |
| 14  | 2009 | Kunio Katō         | Regisseur (Tsumiki no Ie) (a1)                                                                  |
| 15  | 2010 | Mamoru Hosoda      | Regisseur (Summer Wars)                                                                         |
| 16  | 2011 | Mari Okada         | Drehbuchautorin (u. a. Hanasaku Iroha, Ano Hi Mita Hana no Namae o Bokutachi wa Mada Shiranai.) |
| 17  | 2012 | Noriyasu Agematsu  | Musikproduzent, Komponist, Texter                                                               |

### Kinofilm-Preis
Ebenso wie Einzelpersonen werden auch die Filme beginnend ab August letzten Jahres begutachtet und ein Gewinner gekürt. Die Kandidaten entstammen dabei nicht nur japanischer Produktion, sondern auch von anderen Ländern, wenngleich auch angegeben wurde das ein Schwerpunkt auf inländischen Produktionen liegt, da die Kreativen Japans beworben werden sollen.
| Nr. | Jahr | Film                                             | Studio                   |
| --- | ---- | ------------------------------------------------ | ------------------------ |
| 01  | 1996 | Ghost in the Shell                               | Production I.G           |
| 02  | 1997 | Prinzessin Mononoke                              | Studio Ghibli            |
| 03  | 1998 | Pokémon – Der Film                               | Oriental Light and Magic |
| 04  | 1999 | Cardcaptor Sakura – Die Reise nach Hong-Kong     | Madhouse                 |
| 05  | 2000 | Cardcaptor Sakura – Die versiegelte Karte        | Madhouse                 |
| 06  | 2001 | Chihiros Reise ins Zauberland                    | Studio Ghibli            |
| 07  | 2002 | Das Königreich der Katzen                        | Studio Ghibli            |
| 08  | 2003 | Millennium Actress                               | Madhouse                 |
| 09  | 2004 | Ghost in the Shell 2: Innocence                  | Production I.G           |
| 10  | 2005 | Kidō Senshi Z Gundam: Hoshi o Tsugu Mono         | Sunrise                  |
| 11  | 2006 | Das Mädchen, das durch die Zeit sprang           | Madhouse                 |
| 12  | 2007 | Paprika                                          | Madhouse                 |
| 13  | 2008 | Evangelion:1.01 – You are (not) alone.           | Studio Khara             |
| 14  | 2009 | WALL·E – Der Letzte räumt die Erde auf           | Pixar                    |
| 15  | 2010 | Suzumiya Haruhi no Shōshitsu                     | Kyōto Animation          |
| 16  | 2011 | Gekijōban Macross Frontier – Sayonara no Tsubasa | Satelight                |
| 17  | 2012 | Eiga K-On!                                       | Kyōto Animation          |

### Fernsehpreis
In die Bewertung werden Serien einbezogen die vom September des Vorjahres bis zum August des aktuellen Jahres im japanischen Fernsehen gezeigt wurden. Wiederholungen sind davon ausgeschlossen. Wie bei den Filmen werden auch ausländische Produktionen mit einbezogen, aber auch hier liegt der Schwerpunkt auf inländische Werke.
| Nr. | Jahr | Werk                                | Studio                           | Regisseur            | Drehbuchautor     |
| --- | ---- | ----------------------------------- | -------------------------------- | -------------------- | ----------------- |
| 01  | 1996 | Neon Genesis Evangelion             | Gainax und Tatsunoko Productions | Hideaki Anno         | Hideaki Anno      |
| 02  | 1997 | Utena. Revolutionary Girl           | J.C.Staff                        | Kunihiko Ikuhara     | Yōji Enokido      |
| 03  | 1998 | Cowboy Bebop                        | Sunrise                          | Shin’ichirō Watanabe | Keiko Nobumoto    |
| 04  | 1999 | Turn A Gundam                       | Sunrise                          | Yoshiyuki Tomino     | Yoshiyuki Tomino  |
| 05  | 2000 | Mugen no Ryvius                     | Sunrise                          | Gorō Taniguchi       | Yōsuke Kuroda     |
| 06  | 2001 | Angelic Layer                       | Bones                            | Hiroshi Nishikiori   | Ichirō Ōkouchi    |
| 07  | 2002 | RahXephon                           | Bones                            | Yutaka Izubuchi      | Chiaki J. Konaka  |
| 08  | 2003 | Gundam Seed                         | Sunrise                          | Mitsuo Fukuda        | Yoshiyuki Tomino  |
| 09  | 2004 | Fullmetal Alchemist                 | Bones                            | Seiji Mizushima      | Shō Aikawa        |
| 10  | 2005 | Gankutsuō                           | Gonzo                            | Mahiro Maeda         | Natsuko Takahashi |
| 11  | 2006 | Die Melancholie der Haruhi Suzumiya | Kyōto Animation                  | Tatsuya Ishihara     | Yutaka Yamamoto   |
| 12  | 2007 | Code Geass – Hangyaku no Lelouch    | Sunrise                          | Gorō Taniguchi       | Ichirō Ōkouchi    |
| 13  | 2008 | Code Geass – Hangyaku no Lelouch R2 | Sunrise                          | Gorō Taniguchi       | Ichirō Ōkouchi    |
| 14  | 2009 | Higashi no Eden                     | Production I.G                   | Kenji Kamiyama       | Kenji Kamiyama    |
| 15  | 2010 | K-On!!                              | Kyōto Animation                  | Naoko Yamada         | Reiko Yoshida     |
| 16  | 2011 | Mahō Shōjo Madoka Magika            | Shaft                            | Akiyuki Shimbō       | Gen Urobuchi      |
| 17  | 2012 | Yuru Yuri                           | Dōgakōbō                         | Masahiko Ōta         | Takashi Aoshima   |

### Preis für direkt veröffentlichte Werke
Veröffentlichungen die direkt den Weg in den Handel fanden, also nicht zuvor im Kino oder Fernsehen zu sehen waren, werden analog zu den Fernsehserien ausgezeichnet. Damit sind insbesondere Original Video Animations (OVA) und Computerspiele gemeint. Seit 2008 wurden keine Preise mehr in dieser Kategorie vergeben.
| Nr. | Jahr | Werk                                           | Entwickler / Animationsstudio | Art                             |
| --- | ---- | ---------------------------------------------- | ----------------------------- | ------------------------------- |
| 01  | 1996 | Key the Metal Idol                             | Studio Pierrot                | OVA                             |
| 02  | 1997 | Gundam Wing: Endless Waltz                     | Sunrise                       | OVA                             |
| 03  | 1998 | Sakura Taisen 2 – Kimi, Shinita mō Koto Nakare | Sega                          | Computerspiel für Sega Saturn   |
| 03  | 1998 | Sakura Taisen: Ōka Kenran                      | Radix                         | OVA                             |
| 04  | 1999 | Blue Submarine No. 6                           | Gonzo                         | OVA                             |
| 05  | 2000 | Shenmue                                        | Sega-AM2                      | Computerspiel für Sega-AM2      |
| 06  | 2001 | Gran Turismo 3: A-Spec                         | Polyphony Digital             | Computerspiel für PlayStation 2 |
| 07  | 2002 | Voices of a Distant Star                       | Makoto Shinkai                | OVA                             |
| 08  | 2003 | Sentō Yōsei Yukikaze                           | Gonzo                         | OVA                             |
| 09  | 2004 | Haré+Guu FINAL                                 | Bandai Visual                 | OVA                             |
| 10  | 2005 | Top o Nerae 2!                                 | Gainax                        | OVA                             |
| 11  | 2006 | Rīn no Tsubasa                                 | Sunrise                       | OVA                             |
| 12  | 2007 | Ghost in the Shell: S.A.C. Solid State Society | Production I.G                | Fernsehfilm                     |

### Netzwerkmedien-Preis
Der Preis umschloss zunächst alle interaktiven Medien die im Zusammenhang mit Animes standen. In den Jahren 1998–1999 wurde der Preis nicht mehr vergeben. Seit 2000 wurde der Preis wieder fortgeführt, wobei er sich von dort an auf Medien bezog die das Netzwerk (nicht zwingend das Internet) zur Verbreitung und Interaktion nutzten. Dabei werden ebenfalls Neuerscheinungen vom September des Vorjahres bis August des aktuellen Jahres zur Bewertung zugelassen.
| Nr. | Jahr | Werk                                                  | Entwickler / Animationsstudio | Art                                                           |
| --- | ---- | ----------------------------------------------------- | ----------------------------- | ------------------------------------------------------------- |
| 01  | 1996 | Jungle Park                                           | DIGITALOGUE                   |                                                               |
| 02  | 1997 | Shin Seiki Evangelion: Kōtetsu no Girlfriend          | Gainax                        | Computerspiel für Microsoft Windows 95                        |
| 03  | 1998 | nicht vergeben                                        | nicht vergeben                | nicht vergeben                                                |
| 04  | 1999 | nicht vergeben                                        | nicht vergeben                | nicht vergeben                                                |
| 05  | 2000 | Pokémon Goldene und Silberne Edition                  | Nintendo                      | Computerspiel für Game Boy Color                              |
| 06  | 2001 | Phantasy Star Online                                  | Sega                          | MMORPG für Dreamcast                                          |
| 07  | 2002 | Final Fantasy XI                                      | Square                        | MMORPG für PlayStation 2 und Microsoft Windows 95             |
| 08  | 2003 | Grand-Ma                                              |                               |                                                               |
| 09  | 2004 | Ski Jumping Pairs                                     | Riichiro Mashima              | Interaktive Animation                                         |
| 10  | 2005 | Mayutoro: The Toons                                   | XeNN STUDIOS                  | Computeranimierter Anime                                      |
| 11  | 2006 | Yawaraka Sensha                                       | RAREKO                        | Flash-Anime                                                   |
| 12  | 2007 | Second Life                                           | Linden Lab                    | Virtuelle internetbasierte Welt                               |
| 13  | 2008 | Miku Hatsune                                          | Crypton Future Media          | Vocaloid-Gesangsstimme und Charakter                          |
| 14  | 2009 | Suzumiya Haruhi-chan no Yūutsu und Nyorōn Churuya-san | Kyōto Animation               | Web-Anime und Parodie auf Die Melancholie der Haruhi Suzumiya |
| 15  | 2010 | Miku no Hi Kanshasai 39's Giving Day                  | Sega, Crypton Future Media    | Erstes Solo-Livekonzert von Miku Hatsune                      |
| 16  | 2011 | Hetalia: World Series                                 | Studio Deen                   | Web-Anime                                                     |
| 17  | 2012 | Osawari Tantei: Nameko Saibai Kit                     | Bee Works                     | iOS-/Android-Spiel                                            |

### Sonderpreis
Der Preis richtet sich an Personen oder Gruppierungen die über einen langen Zeitraum erfolgreich bei der Produktion von Animes mitgewirkt haben.
| Nr. | Jahr | Gewinner                                                                  | Anmerkung |
| --- | ---- | ------------------------------------------------------------------------- | --- |
| 01  | 1996 | Fujiko Fujio                                                              | Mangaka und Erschaffer von Doraemon und weiterer Werke                                                                                   |
| 02  | 1997 | Masako Nozawa                                                             | Seiyū, unter anderem von Son Goku aus Dragonball                                                                                         |
| 03  | 1998 | Yasuo Ōtsuka                                                              | Animator, erschuf unter anderem Lupin III und Das Schloss des Cagliostro                                                                 |
| 04  | 1999 | Takao Koyama                                                              | Drehbuchautor, schrieb unter anderem für Dragon Ball, Saint Seiya und Sailor Moon                                                        |
| 05  | 2000 | Shigeharu Shiba                                                           | Tonregisseur, z. B. von Das Schloss im Himmel, Nausicaä aus dem Tal der Winde und Ranma ½                                                |
| 06  | 2001 | Kunio Okawara                                                             | Designer von mechanischen Einheiten unter anderem von Gundam                                                                             |
| 07  | 2002 | Masao Maruyama                                                            | Produzent von Madhouse |
| 08  | 2003 | Leiji Matsumoto                                                           | Mangaka, erschuf unter anderem Uchū Senkan Yamato, Ginga Tetsudō 999 und Die Abenteuer des fantastischen Weltraumpiraten Captain Harlock |
| 09  | 2004 | Shigeru Watanabe                                                          | Produzent von Bandai Visual |
| 10  | 2005 | Ippei Kuri (Toyoharu Yoshida)                                             | Gründer von Tatsunoko Productions, ausgezeichnet für seine Arbeit als Produzent                                                          |
| 11  | 2006 | Group TAC                                                                 | Animationsstudio |
| 11  | 2006 | Nobuyo Ōyama Noriko Ohara Michiko Nomura Kazuya Tatekabe Kaneta Kimotsuki | Die Seiyūs der Hauptcharaktere von Doraemon (1979–2005)                                                                                  |
| 12  | 2007 | Isao Takahata                                                             | Regisseur von Studio Ghibli |
| 13  | 2008 | Masaki Tsuji                                                              | Drehbuchautor |
| 14  | 2009 | Shun’ichi Yukimuro                                                        | Autor |
| 15  | 2010 | Studio Biho                                                               | Ein auf die Erstellung von Hintergrundgrafiken für Animes spezialisiertes Studio                                                         |
| 16  | 2011 | Osamu Dezaki                                                              | Regisseur († 17. April 2011) |
| 16  | 2011 | Produktionsteam von Detektiv Conan                                        | anlässlich des 15-jährigen Jubiläums |
| 17  | 2012 | Sanzigen                                                                  | Auf 3D-CG-Animationen spezialisiertes Studio                                                                                             |

### Titelmusik-Preis
Mit diesem Preis werden die Titellieder von Anime ausgezeichnet. Nach seinen ersten beiden Verleihungen, wobei er bei der zweiten ein allgemeiner Musikpreis war mit dem eine Person ausgezeichnet wurde, wurde er für ein Jahr ausgesetzt, dann von 1999 bis 2003 von Radio Kōbe gesponsert und seit 2004 von AM Kōbe.
| Nr. | Jahr | Titellied                                | Sänger                                           | Anime                                    |
| --- | ---- | ---------------------------------------- | ------------------------------------------------ | ---------------------------------------- |
| 01  | 1996 | Yuzurenai Negai                          | Naomi Tamura                                     | Magic Knight Rayearth                    |
| 02  | 1997 | Shirō Sagisu (Musikproduzent, Komponist) | Shirō Sagisu (Musikproduzent, Komponist)         | Shirō Sagisu (Musikproduzent, Komponist) |
| 03  | 1998 | nicht vergeben                           | nicht vergeben                                   | nicht vergeben                           |
| 04  | 1999 | Ojamajo Carnival!                        | Maho-dō                                          | DoReMi                                   |
| 05  | 2000 | We Are!                                  | Hiroshi Kitadani                                 | One Piece                                |
| 06  | 2001 | W-Infinity                               | Hitomi Mieno with Hironobu Kageyama              | Gear Fighter Dendō                       |
| 07  | 2002 | For Fruits Basket                        | Ritsuko Okazaki                                  | Fruits Basket                            |
| 08  | 2003 | Asu e brilliant road                     | angela                                           | Uchū no Stellvia                         |
| 09  | 2004 | Danzen! Futari wa PreCure                | Mayumi Gojō                                      | Pretty Cure                              |
| 10  | 2005 | Happy Material                           | Mahora Gakuen Joshi Chūtōbu 2-A (b1)             | Mahō Sensei Negima!                      |
| 11  | 2006 | Hare Hare Yukai                          | Aya Hirano, Minori Chihara, Yūko Gotō            | Die Melancholie der Haruhi Suzumiya      |
| 12  | 2007 | Motteke! Sailor-fuku                     | Aya Hirano, Emiri Katō, Kaori Fukuhara, Aya Endō | Lucky Star                               |
| 13  | 2008 | Triangler                                | Maaya Sakamoto                                   | Macross Frontier                         |
| 14  | 2009 | Don’t say “lazy”                         | Sakurakō Keionbu (b2)                            | K-On!                                    |
| 15  | 2010 | only my railgun                          | fripSide                                         | To Aru Kagaku no Railgun                 |
| 16  | 2011 | Shinryaku no Susume                      | ULTRA-PRISM with Ika Musume (Kanemoto Hisako)    | Shinryaku! Ika Musume                    |
| 17  | 2012 | Taiyō Iwaku Moeyo Chaos                  | Ushiro kara Haiyori Tai G (b3)                   | Haiyore! Nyaruko-san                     |